# Lorenzo Camarena
Lorenzo Camarena, más conocido como Abuelo o La Yegua (12 de octubre de 1901 - 5 de diciembre de 1995), fue un futbolista mexicano. Fue campeón de la Temporada 1932-1933 junto con sus compañeros Ernesto Pauler, Antonio Azpiri, Marcial Ortiz, Guillermo Ortega, Ignacio Ávila, Vicente García, Julio Lores, José Ruvalcaba, Gumercindo López y Luis "Pichojos" Pérez, jugando la final contra el Atlante, con resultado final de 9-0 a favor del Necaxa.

## Clubes
- Club Deportivo Nacional
- Club Necaxa

- Datos: Q1395069